# Bitwa pod Korcem (VII 1920)

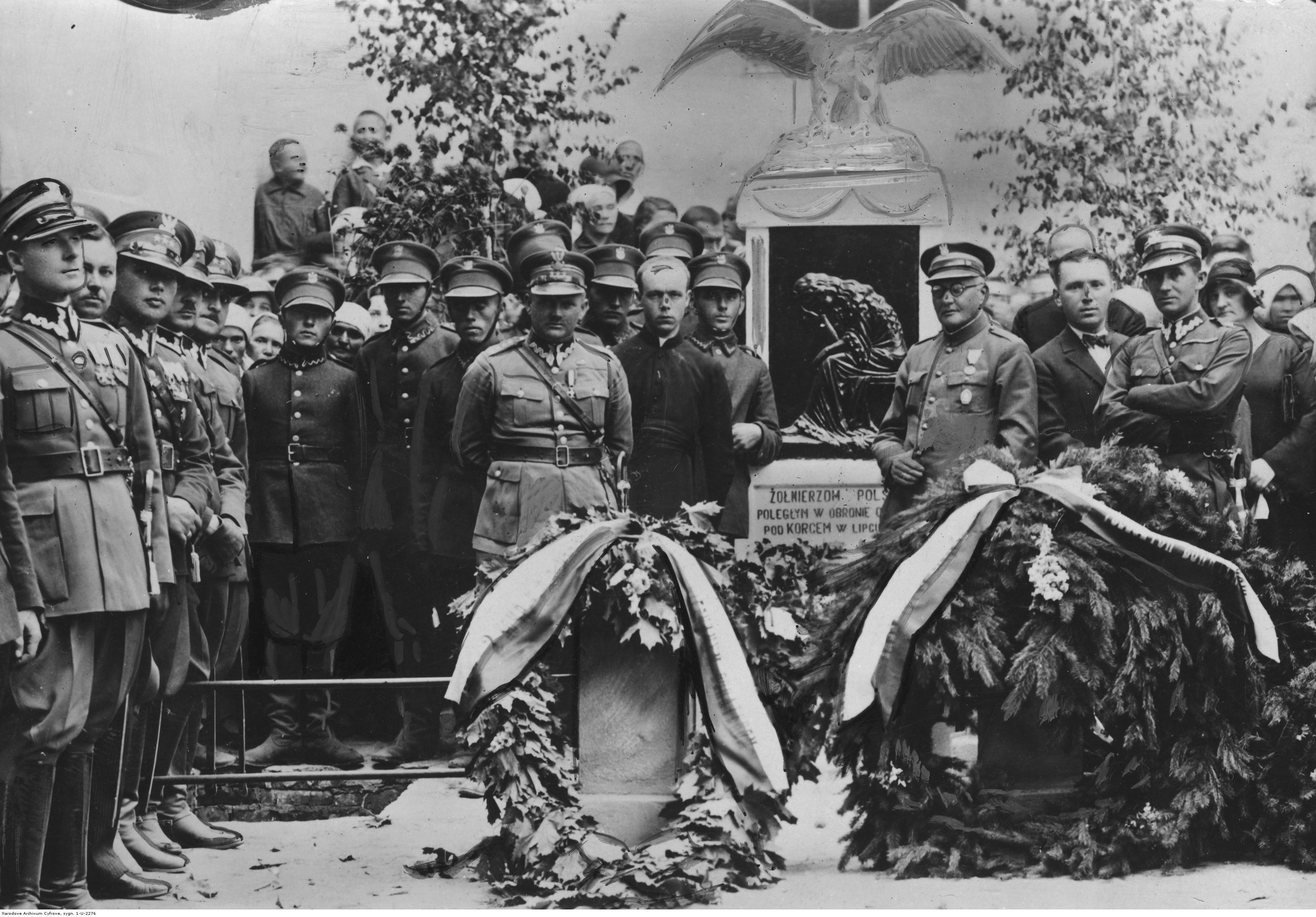
Korzec. Pomnik ku czci żołnierzy poległych pod miastem w 1920 r.

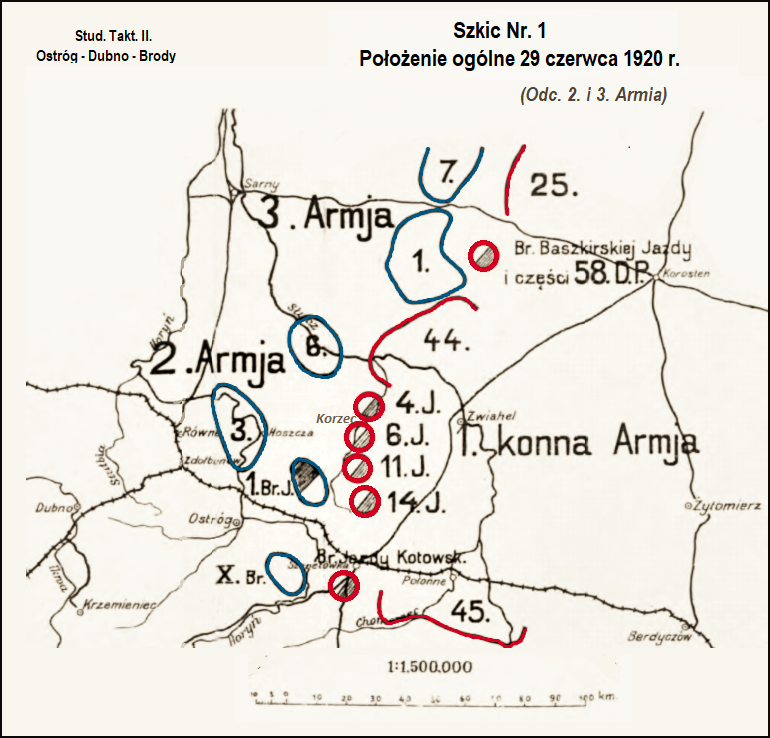
Franciszek Arciszewski, Ostróg – Dubno – Brody. Walki 18 Dywizji Piechoty z konną armją Budiennego

Bitwa pod Korcem – walki polskich 1 Dywizji Piechoty Legionów płk. Juliusza Rómmla, 3 Dywizji Piechoty Legionów gen. Leona Berbeckiego i 6 Dywizji Piechoty płk. Ottokara Brzozy-Brzeziny z sowiecką 1 Armią Konną Siemiona Budionnego toczone w okresie ofensywy Frontu Południowo-Zachodniego w czasie wojny polsko-bolszewickiej.

## Sytuacja ogólna
26 maja na Ukrainie wojska sowieckiego Frontu Południowo-Zachodniego przeszły do ofensywy, a już 5 czerwca trzy dywizje sowieckiej 1 Armii Konnej Siemiona Budionnego przełamały trwale polski front na odcinku obrony grupy gen. Jana Sawickiego.
Sowiecki plan kontrofensywy na Ukrainie przewidywał odcięcie polskiej 3 Armii gen. Edwarda Rydza-Śmigłego, zgrupowanej w rejonie Kijowa, poprzez opanowanie Korostenia siłami 12 Armii Siergieja Mieżeninowa, oraz Koziatyna i Żytomierza przez 1 Armię Konną. 10 czerwca odwrót spod Kijowa w kierunku na Korosteń rozpoczęła polska 3 Armia, 16 czerwca dotarła do Uszy, a 22 czerwca większość sił posiadała już na Uborci. W ostatnich dniach czerwca poszczególne związki operacyjne Frontu Ukraińskiego, dowodzonego już przez gen. Edwarda Rydza-Śmigłego, ugrupowane były w następujący sposób: Armia Ukraińska gen. Michajła Omelianowicza-Pawlenki skupiona była nad Dniestrem, w kierunku granicy z Rumunią, 6 Armia gen. Wacława Iwaszkiewicza-Rudoszańskiego zajmowała odcinek frontu Dniestr–Chmielnik–Lubar, nowo sformowana 2 Armia gen. Kazimierza Raszewskiego znajdowała się na linii rzek Słucz i Horyń a 3 Armia gen. Edwarda Rydza-Śmigłego rozlokowana była nad Uborcią.
27 czerwca 1 Armia Konna przełamała polską obronę na Słuczy na południe od Zwiahla, na odcinku bronionym przez I Brygadę Piechoty (rez.). Kawaleria Budionnego wdarła się w lukę między lewym skrzydłem 6 Armii a grupą gen. Leona Berbeckiego z 2 Armii.
28 czerwca padł Korzec, a 3 Dywizja Piechoty Legionów wycofała się za Horyń.

## Kolejne walki pod Korcem
29 czerwca dowództwo polskiego Frontu Ukraińskiego przygotowało plan uderzenia na sowiecką 1 Armię Konną zgrupowaną w rejonie Korca. Uderzyć miały jednocześnie 1. i 3 Dywizja Piechoty Legionów oraz 6 Dywizja Piechoty. 30 czerwca 8 pułk piechoty Legionów, wzmocniony baterią 3 pułku artylerii polowej Legionów i szwadronem jazdy dywizyjnej, zaatakował Korzec. Wypad zakończył się niepowodzeniem.
Dwa dni później ponowiono działania i Korzec atakował 9 pułk piechoty Legionów. Otrzymał on do swojej dyspozycji kolumnę czterdziestu samochodów ciężarowych, które podwiozły piechotę na pole walki. Jednak celny ogień sowieckiej artylerii zmusił legionistów do opuszczenia ich w niedogodnym dla siebie terenie. Przez kilka godzin odpierali oni ataki obchodzącej polskie ugrupowanie sowieckiej kawalerii. Po południu pułk z dużymi stratami wycofał się na pozycje wyjściowe. Pewne sukcesy taktyczne odniosła jedynie 1 Dywizja Piechoty Legionów walcząca z oddziałami sowieckiej 44 Dywizji Strzelców.
Oddziały Budionnego nie zamierzały jedynie biernie czekać na polskie uderzenia. Pod Daniczowem rozbiły II batalion 37 pułku piechoty. Polski batalion stracił około 60% stanu osobowego, tabory i całą broń maszynową. Zginęli między innymi porucznik Henryk Skąpski, podporucznicy Ludwik Rubner i Jan Czmil, podlekarz Leon Ende, a 6 oficerów dostało się do niewoli. Podobne uderzenie na II batalion 18 pułku piechoty spowodowało jego rozbicie, a ocalało z niego zaledwie kilkudziesięciu żołnierzy. Poległ między innymi dowódca batalionu porucznik Emil Młynarczyk, ranni zostali dwaj dowódcy kompanii – porucznik Eugeniusz Stec i podporucznik Emil Majewski, a trzeci dowódca kompanii podporucznik Chendyński dostał się do niewoli.

## Bilans walk
Polski plan pobicia 1 Armii Konnej pod Korcem nie powiódł się. Zła koordynacja działań i brak łączności między dywizjami rozbiły działania na wiele drobnych, nie powiązanych ze sobą starć piechoty z kawalerią. Strona polska ponosiła porażki i duże straty. Lokalne sukcesy 1 Dywizji Piechoty Legionów nie miały większego znaczenia wobec porażek na innych odcinkach frontu. 2 lipca strona polska zaniechała działań ofensywnych w rejonie Korca.